# Guido Davico Bonino
Guido Davico Bonino (Torino, 18 agosto 1938) è un critico letterario, critico teatrale, saggista, conduttore televisivo e conduttore radiofonico italiano.

## Biografia

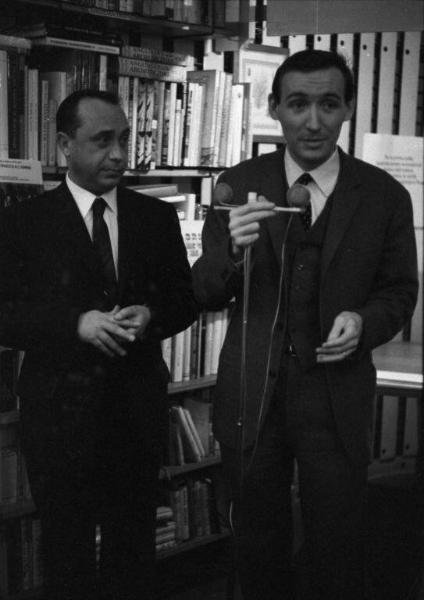
Guido Davico Bonino al microfono con Leonardo Sciascia al suo fianco, fotografati da Carla Cerati (1966)

Allievo di Giovanni Getto all'Università degli Studi di Torino, ha insegnato Storia del teatro nel medesimo ateneo. Ha lavorato per la casa editrice Einaudi dal 1961 al 1978, dopo essere stato chiamato all'ufficio stampa da Italo Calvino quando aveva solo 23 anni, esperienza di cui ha potuto scrivere in Alfabeto Einaudi: scrittori e libri, Garzanti, 2003). È stato in seguito critico teatrale per La Stampa e ha collaborato alla Bottega Teatrale di Firenze.
Ha ideato e condotto programmi radiofonici e televisivi per la Rai. Ha diretto il Festival di Asti (1991), la sezione prosa del Festival di Spoleto (1991-1993) e ricoperto tra il 1994 e il 1997 il ruolo di direttore del Teatro Stabile di Torino. Dal 2001 al 2003 è stato direttore dell'Istituto italiano di cultura di Parigi. Dal 2009 cura per Isbn Edizioni la collana Novecento Italiano.
Ha pubblicato numerosi saggi tra cui: Gramsci e il teatro, Il teatro di Harold Pinter, Lo scrittore, il potere, la maschera: tre studi sul Cinquecento, Letteratura e teatro: nove studi, 1966-1978, La commedia italiana del Cinquecento e altre note sulla letteratura e il teatro (Tirrenia, 1989), Teatro futurista sintetico (Melangolo, 1993), Teatro e società e altri studi di drammaturgia e letteratura (Tirrenia, 1999).
Ha curato l'edizione completa delle opere teatrali di Buzzati (Arnoldo Mondadori Editore 1980, ampliata nel 2006); di Camus (Bompiani, 1993), I Fioretti di San Francesco, La Lena di Ariosto, La mandragola e Clizia di Machiavelli, le opere del Lasca, e diversi altri classici; inoltre opere teatrali di Gabriele D'Annunzio, Carlo Goldoni, Pier Paolo Pasolini, dei futuristi. Numerose le traduzioni: Maupassant, Robbe-Grillet, Corneille, Racine, Thornton Wilder, Jules Renard, Prosper Mérimée, Maurice Maeterlinck, ecc.
Con Roberto Alonge ha diretto la Storia del teatro moderno e contemporaneo, in quattro volumi (Einaudi, 2000-2003).

## Opere

### Saggi
- Gramsci e il teatro, Torino, Einaudi, 1972.
- Il teatro di Harold Pinter, Martano, 1977.
- Lo scrittore, il potere, la maschera: tre studi sul Cinquecento, Liviana, 1979.
- Letteratura e teatro. Nove studi 1966-78, Tirrenia-Stampatori, 1979.
- La commedia italiana del Cinquecento e altre note su letteratura e teatro, Torino, Tirrenia Stampatori, 1989, ISBN 88-7763-624-6.
- Alfabeto Einaudi. Scrittori e libri, Collana Saggi, Milano, Garzanti, 2003, ISBN 978-88-11-74017-9.
- Novecento italiano. I libri per comporre una biblioteca di base, Collana ET.Pop n.1513, Torino, Einaudi, 2008, ISBN 978-88-06-17829-1.
- Tiro libero, Collana Biblioteca, Torino, Aragno, 2009, ISBN 978-88-84-19442-8.
- Incontri con uomini di qualità. Editori e scrittori di un'epoca che non c'è più, Collana La Cultura n.819, Milano, Il Saggiatore, 2013, ISBN 978-88-42-81857-1.
- Giro di boa, Collana Piccola biblioteca, Torino, Lindau, 2017, ISBN 978-88-67-08630-6.

### Antologie
- Epica: antologia per la scuola media inferiore (con Stefano Jacomuzzi), Marietti, 1970
- I capolavori della poesia italiana, Mondadori, 1972
- Ti dico che ti amo: le più belle lettere d'amore d'ogni tempo e paese, Mondadori, 1977
- La commedia del Cinquecento, 3 tomi, Einaudi, 1978
- Le più belle fiabe italiane, Mondadori, 1978-80
- Storie di don Giovanni : da Hoffmann a Brancati, Rizzoli, 2004
- Parole d'amore: poesie per un anno, Mondadori, 1978; poi Einaudi, 2007
- Poesie d'amore d'ogni tempo e paese, Mondadori, 1980
- Il tesoro della poesia italiana, RAI / Mondadori, 1982
  - Dalle origini al Cinquecento
  - Dal Seicento all'Ottocento
- Racconti d'amore dell'Ottocento, Mondadori, 1984
- I capolavori della poesia romantica, 2 voll., Mondadori, 1986
- Il fiore della novella italiana, Mondadori
  - Dalle origini al Quattrocento, 1987
  - Dal Cinquecento al Settecento, 1988
  - L'Ottocento, 1989
- con Francesca Lazzarato, presso Mondadori, 1995
  - Il girotondo degli spiriti allegri: fiabe di morte, santi e diavoli
  - Cecchino cervello fino: fiabe di furbi e sciocchi
  - Il paese misterioso: fiabe di fate e streghe
  - Il gatto Mammone: fiabe di trucchi e magie
  - Favarella figlia del sole: fiabe di principi e principesse
  - La cavallina fatata: fiabe di animali parlanti
- L'altro sguardo: antologia delle poetesse del Novecento (con Paola Mastrocola), Mondadori, 1996
- I capolavori della poesia italiana dal Duecento ai nostri giorni, 1997
- Lunario dei giorni di quiete: 365 giorni di letture esemplari, Einaudi, 1997
- Lunario dei giorni d'amore: 365 giorni di letture e di passione, Einaudi, 1998
- Lunario di fine millennio: 366 letture per il duemila, Einaudi, 1999
- Passione fatale: venticinque racconti d'amore dell'Ottocento, Einaudi, 1999
- Così per gioco: sette secoli di poesia giocosa, parodica, satirica, Einaudi, 2001
- Elogio della rosa: da Archiloco ai poeti d'oggi, Einaudi, 2002
- Cento poesie d'amore: da Dante a De André, «La Stampa», 2002; Interlinea 2010
- L'amore impossibile: quindici racconti da Sade a Sartre, Einaudi, 2003
- Io e l'altro: racconti fantastici sul doppio, Einaudi, 2004
- Come una carezza: lettere d'amore dell'Ottocento italiano, Einaudi, 2004
- Storie di don Giovanni: da Hoffmann a Brancati, BUR Rizzoli, 2004
- La separazione degli amanti: trenta racconti dell'Otto e Novecento italiano, Einaudi, 2005
- Il libro dell'amicizia, Milano: BUR Rizzoli, 2005
- Il racconto dell'amore: cento storie di passione nel romanzo moderno, Einaudi, 2006
- Essere due: sei romanzi sul doppio, Einaudi, 2006
- Poesia d'amore italiana: dalle origini al primo Novecento, BUR Rizzoli, 2007
- Novecento italiano: i libri per comporre una biblioteca di base, Einaudi, 2008
- Il piccolo libro dell'amicizia, Milano: BUR Rizzoli, 2009
- D'amore si vive: racconti erotici da Boccaccio a D'Annunzio, BUR Rizzoli, 2009
- Il nostro amore un sogno. Poesie d'amore romantiche, Mondadori, 2011

## Riconoscimenti
Nel 1986, per la traduzione de Il Cid di Corneille, ha ricevuto il Premio Leone Traverso Opera Prima, nell'ambito del Premio Monselice.